# اولان بویز
اَوِلان بویز (انگلیسی: The Avalon Boys) یک گروه چهارنفره از خوانندگان بودند که در دههٔ ۱۹۳۰ شهرت داشتند. این گروه در تعدادی از فیلم‌های کمدی ظاهر شدند و نقش مهمی در فیلم کمدی لورل و هاردی به‌نام به‌سوی غرب داشتند.

## اعضای گروه
- چیل ویلز (باس)
- آرت گرین
- والتر وِی‌لند تراسک
- دان بروکینز (باریتون، تنظیم‌کننده، نوازنده پیانو)

## هنرنمایی در فیلم‌ها
- این یک هدیه‌ست (۱۹۳۴)
- بار ۲۰ دوباره می‌راند (۱۹۳۵)
- ندای چمن‌زار (۱۹۳۶)
- هرچیزی ممکن است (۱۹۳۶)
- به‌سوی غرب (۱۹۳۷)
- دختر گریزپا (۱۹۳۷)